# 特维尔—莫斯科战争
特维尔－莫斯科战争（俄语：Борьба Москвы и Твери）是从十四世纪初到十五世纪末莫斯科大公國和特维尔大公国之间的一系列冲突。兩國一開始為爭奪弗拉基米尔大公的爵位爭鬥不休，最終特維爾大公國於1485年徹底戰敗並被莫斯科大公國吞併。